# ATC (D10)
Jest to część klasyfikacji anatomiczno-terapeutyczno-chemicznej:
- D – Dermatologia
  - D 01 – Leki przeciwgrzybicze
  - D 02 – Leki keratolityczne i działające ochronnie
  - D 03 – Leki stosowane w leczeniu ran i owrzodzeń
  - D 04 – Leki przeciwświądowe, w tym przeciwhistaminowe, znieczulające itp.
  - D 05 – Leki przeciwłuszczycowe
  - D 06 – Antybiotyki i chemioterapeutyki
  - D 07 – Kortykosteroidy
  - D 08 – Środki antyseptyczne i dezynfekujące
  - D 09 – Opatrunki lecznicze
  - D 10 – Leki przeciwtrądzikowe
  - D 11 – Inne leki dermatologiczne

Obejmuje ona leki przeciwtrądzikowe:

## D 10 A – Leki przeciwtrądzikowe do stosowania zewnętrznego
- D 10 AA – Kortykosteroidy stosowane w leczeniu trądziku
  - D 10 AA 01 – fluorometolon
  - D 10 AA 02 – metyloprednizolon
  - D 10 AA 03 – deksametazon
- D 10 AB – Preparaty zawierające siarkę
  - D 10 AB 01 – bitionol
  - D 10 AB 02 – siarka strącona
  - D 10 AB 03 – tioksolon
  - D 10 AB 05 – mesulfen
- D 10 AD – Retinoidy
  - D 10 AD 01 – tretynoina
  - D 10 AD 02 – retinol
  - D 10 AD 03 – adapalen
  - D 10 AD 04 – izotretynoina
  - D 10 AD 05 – motretynid
  - D 10 AD 05 – trifaroten
  - D 10 AD 51 – tretynoina w połączeniach
  - D 10 AD 53 – adapalen w połączeniach
  - D 10 AD 54 – izotretynoina w połączeniach
- D 10 AE – Nadtlenki
  - D 10 AE 01 – nadtlenek benzoilu
  - D 10 AE 51 – nadtlenek benzoilu w połączeniach
- D 10 AF – Leki przeciwinfekcyjne stosowane w leczeniu trądziku
  - D 10 AF 01 – klindamycyna
  - D 10 AF 02 – erytromycyna
  - D 10 AF 03 – chloramfenikol
  - D 10 AF 04 – meklocyklina
  - D 10 AF 05 – nadifloksacyna
  - D 10 AF 06 – sulfacetamid
  - D 10 AF 07 – minocyklina
  - D 10 AF 51 – klindamycyna w połączeniach
  - D 10 AF 52 – erytromycyna w połączeniach
- D 10 AX – Inne
  - D 10 AX 01 – chlorek glinu
  - D 10 AX 02 – rezorcynol
  - D 10 AX 03 – kwas azelainowy
  - D 10 AX 04 – tlenek glinu
  - D 10 AX 05 – dapson
  - D 10 AX 06 – klaskoteron
  - D 10 AX 30 – różne kombinacje

## D 10 B – Leki do stosowania wewnętrznego
- D 10 BA – Retinoidy
  - D 10 BA 01 – izotretynoina
- D 10 BX – Inne
  - D 10 BX 01 – ichtazol